# Castiglione di Garfagnana
Castiglione di Garfagnana – miejscowość i gmina we Włoszech, w regionie Toskania, w prowincji Lukka.
Według danych na rok 2004 gminę zamieszkiwało 1877 osób, 39,1 os./km².